# Cladonia southlandica
Cladonia southlandica är en lavart som beskrevs av W. Martin. Cladonia southlandica ingår i släktet Cladonia och familjen Cladoniaceae.   Inga underarter finns listade i Catalogue of Life.